# فریدریش هوی
 فریدریش هوی (انگلیسی: Frederick Hovey؛ زاده ۷ اکتبر ۱۸۶۸ درگذشته ۱۸ اکتبر ۱۹۴۵) یک تنیس‌باز اهل ایالات متحده آمریکا بود.او قهرمان مسابقات ۱۸۹۵ آمریکاست.